# Черно тити
Черното тити (Callicebus lugens) е вид бозайник от семейство Сакови (Pitheciidae).

## Разпространение
Видът е разпространен в Бразилия, Венецуела и Колумбия.